# Journal of Antimicrobial Chemotherapy
Das Journal of Antimicrobial Chemotherapy, abgekürzt J. Antimicrob. Chemother., ist eine wissenschaftliche Zeitschrift, die vom Oxford University-Verlag im Auftrag der British Society for Antimicrobial Chemotherapy veröffentlicht wird. Die erste Ausgabe erschien im März 1975. Derzeit erscheint die Zeitschrift monatlich. Es werden Artikel veröffentlicht, die sich mit experimentellen und klinischen Aspekten der antimikrobiellen Chemotherapie befassen.
Der Impact Factor lag im Jahr 2014 bei 5,313. Nach der Statistik des ISI Web of Knowledge wird das Journal mit diesem Impact Factor in der Kategorie Infektionskrankheiten an achter Stelle von 78 Zeitschriften, in der Kategorie Mikrobiologie an 17. Stelle von 119 Zeitschriften und in der Kategorie Pharmakologie & Pharmazie an 17. Stelle von 254 Zeitschriften geführt.
Chefherausgeber ist Peter Donnelly.